# Heather Stewart-Whyte
Pour les articles homonymes, voir Stewart et Whyte.
Heather Stewart-Whyte, née le 25 septembre 1968, est un mannequin britannique, ex-femme de Yannick Noah.

## Biographie
Née en Angleterre, elle rencontre le succès à la fin des années 1980 et au début des années 1990. Elle défile alors pour Versace, Armani, Yves Saint Laurent, ou Karl Lagerfeld, et participe plusieurs fois avec Victoria's Secret. À cette époque, elle est sous contrat avec l'agence Elite.
Heather fait aussi la couverture de quelques magazines, tels Vogue (édition française), ou les éditions britanniques de Elle et Marie-Claire. Elle participe aux publicités des marques Dior, Saint Laurent ou Maybelline.

### Vie privée
Elle se marie avec le joueur de tennis français Yannick Noah, et ils ont deux enfants, Elijah et Jénayé, avant de divorcer en 1999. Elle perd la garde de ses filles au bénéfice de Yannick Noah. Elle épouse ensuite le boxeur Franck Ferrando, trafiquant et escroc notoire, en 2001 à Las Vegas, avec lequel elle a eu un fils. Il est connu sous divers pseudonymes comme Dan Griffith, Dan Koonoo ou encore Daniel James-Green - identité sous laquelle il a épousé Heather.
En mars 2004, elle est signalée disparue par sa famille anglaise à la suite de demandes de rançons de plusieurs millions de dollars, ce qui entraîne une enquête policière franco-britannique qui aboutit rapidement : elle est retrouvée, quelques jours plus tard, en compagnie d'amis dans le nord de la France. La police commente simplement qu'elle est « vivante et en bonne santé ». Heather Stewart-Whyte est, peu après, entendue pour faire la lumière sur cet enlèvement ou disparition puisque selon les sources policières, « elle n'a sans doute pas été enlevée ». Franck Ferrando décède le 7 juillet 2004 d'un malaise cardiaque lors d'un entraînement de boxe dans le gymnase Marcel-Cerdan de Noisy-le-Grand.
Elle est la demi-sœur d'Abdul Wahid (auparavant Don Stewart-Whyte), suspecté de terrorisme.

### Affaires judiciaires
En juillet 2009, le tribunal de Blois condamne Heather Stewart-Whyte à six mois de prison avec sursis et à 25 000 € de dommages intérêts pour avoir recruté sans délivrer de contrat de travail et sans avoir versé de salaire pendant neuf mois à une famille de trois personnes pour s'occuper du château des Marronniers à Saint-Cyr-du-Gault (acquis, sans avoir été payé, par elle et son sulfureux mari Franck Ferrando, décédé en 2004). Pourtant condamnée à verser plus de 100 000 € d'arriérés de salaires à la famille, Heather Stewart-Whyte a toujours refusé d'être entendue par la justice française et s'est réfugiée en Angleterre.

## Mannequinat

### Défilés
- Printemps-Été 1997 : 
  - Prêt-à-porter : Claude Montana, Givenchy, Hervé Léger, John Galliano
  - Haute couture : Dior
- Automne-Hiver 1997 : Prêt-à-porter : Claude Montana, Hervé Léger

### Publicités
Chloé, Parfums Christian Dior (parfums « Dolce Vita » et « Miss Dior »), Escada, Gucci, Guerlain (parfum Shalimar), Guy Laroche, Lancôme (parfum « Ô de Lancôme »), Lait Vital, La Redoute, L'Oreal, Morgan, Shiseido, joailliers Tiffany & Co., Victoria's Secret, Yves Saint Laurent, Peugeot 207

## Publications
- S'épanouir en attendant bébé, Michel Lafon, 2000.